# Perrex
Perrex ist eine französische Gemeinde mit 861 Einwohnern (Stand: 1. Januar 2022) im Département Ain in der Region Auvergne-Rhône-Alpes; sie gehört zum Arrondissement Bourg-en-Bresse und zum Kanton Vonnas. Die Einwohner werden Perrexiens (auch: Perrexois) genannt.

## Geographie

### Lage
Perrex liegt in der Landschaft Bresse etwa zwölf Kilometer ostsüdöstlich von Mâcon und rund 19 Kilometer westnordwestlich von Bourg-en-Bresse. Die südwestliche Gemeindegrenze wird von der Veyle gebildet, in die hier der Zufluss Menthon mündet.

### Nachbargemeinden
Umgeben wird Perrex von den Nachbargemeinden Saint-Cyr-sur-Menthon im Norden, Saint-Genis-sur-Menthon im Nordosten, Mézériat im Osten, Vonnas im Süden, Biziat im Südwesten sowie Saint-Jean-sur-Veyle im Nordwesten.

## Bevölkerungsentwicklung
| Jahr                       | 1962 | 1968 | 1975 | 1982 | 1990 | 1999 | 2006 | 2012 | 2021 |
| Einwohner                  | 522  | 506  | 520  | 606  | 714  | 721  | 816  | 795  | 852  |
| Quellen: Cassini und INSEE |      |      |      |      |      |      |      |      |      |

## Sehenswürdigkeiten
- Kirche Notre-Dame-de-l’Assomption aus dem 12. Jahrhundert
- Taubenhaus der großen Mühle, seit 1983 Monument historique
- Taubenturm des ehemaligen Schlosses, erbaut im 16. Jahrhundert
- Mühle von Corsant

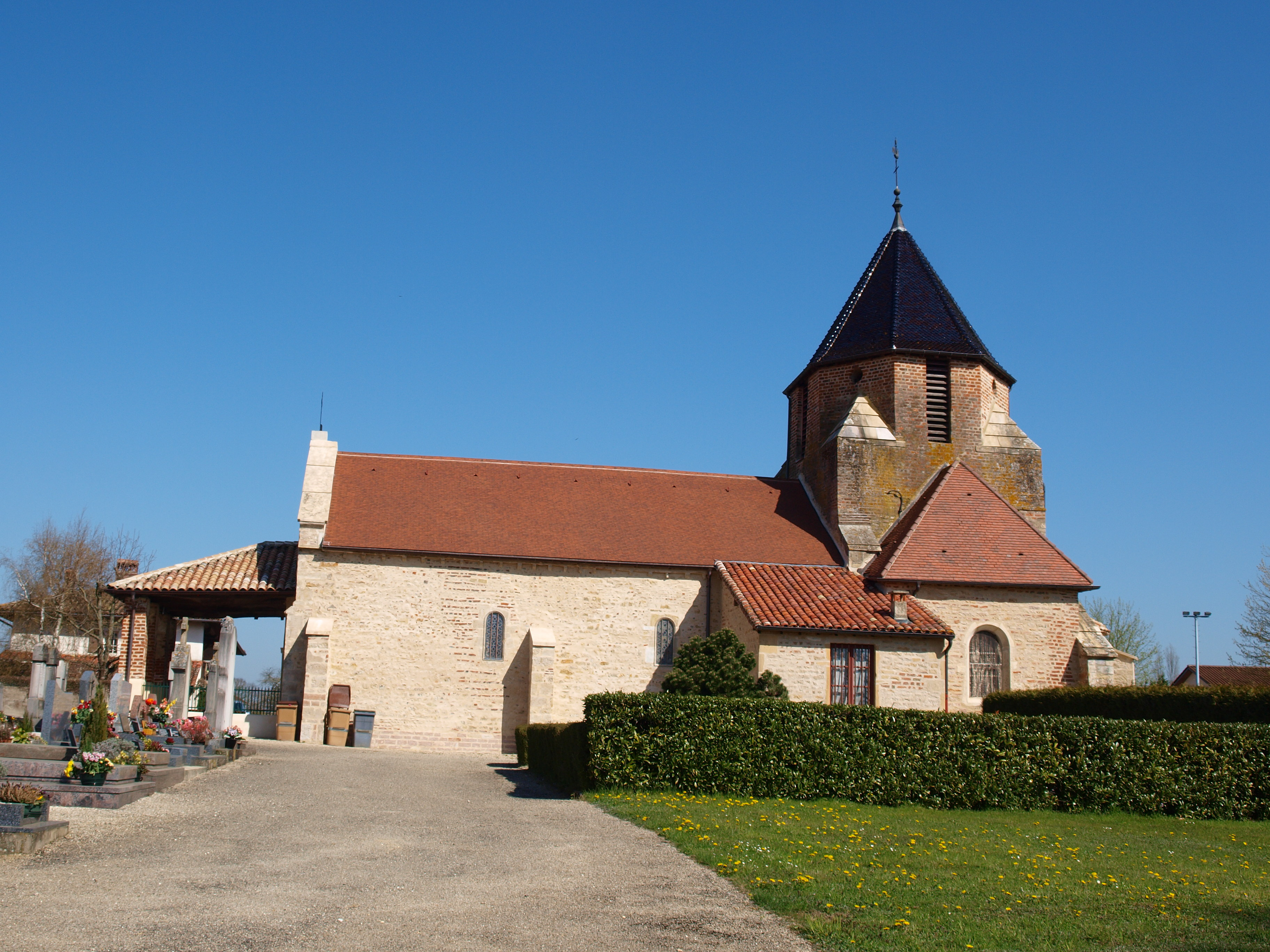
Kirche Notre-Dame de l’Assomption
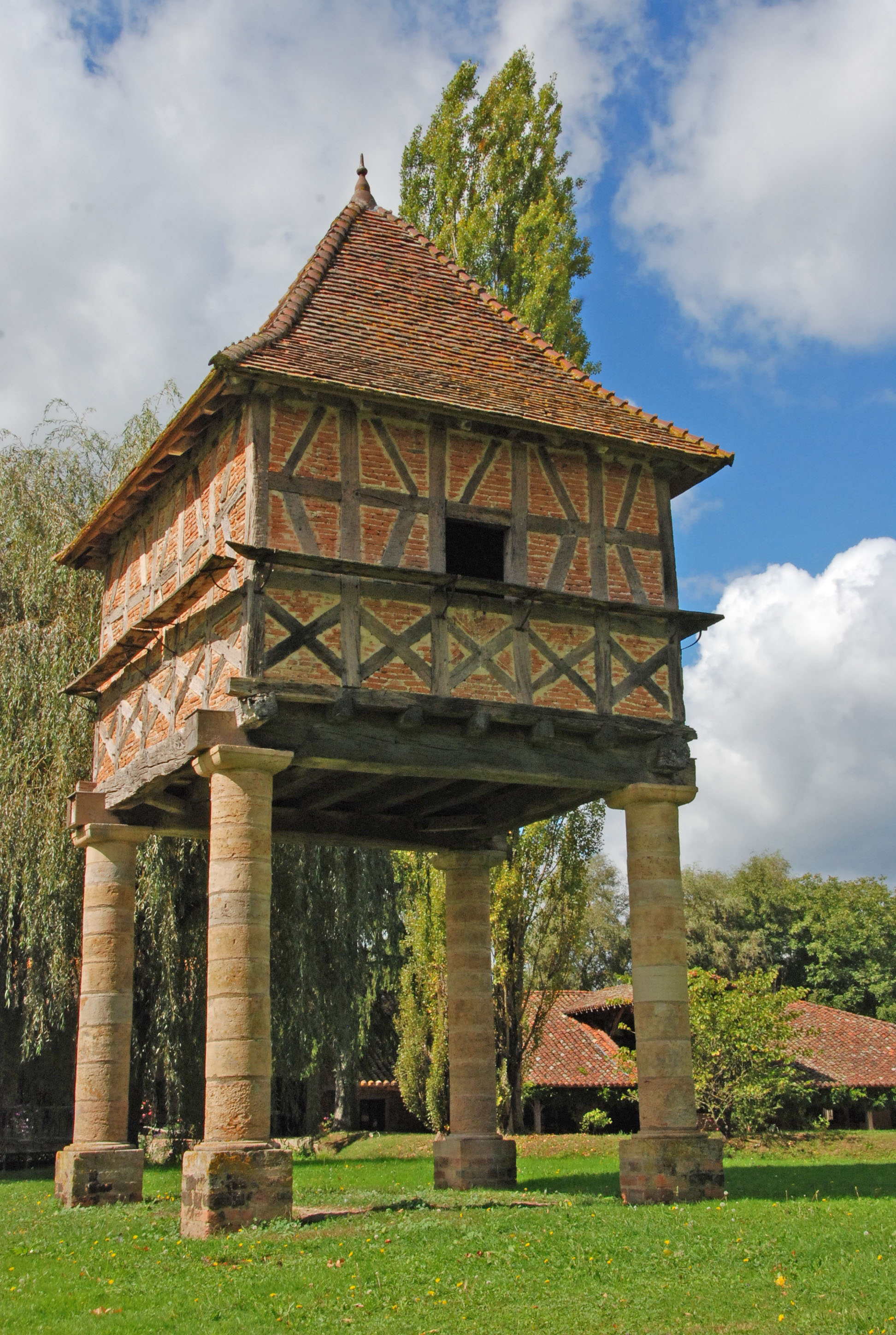
Taubenhaus der großen Mühle
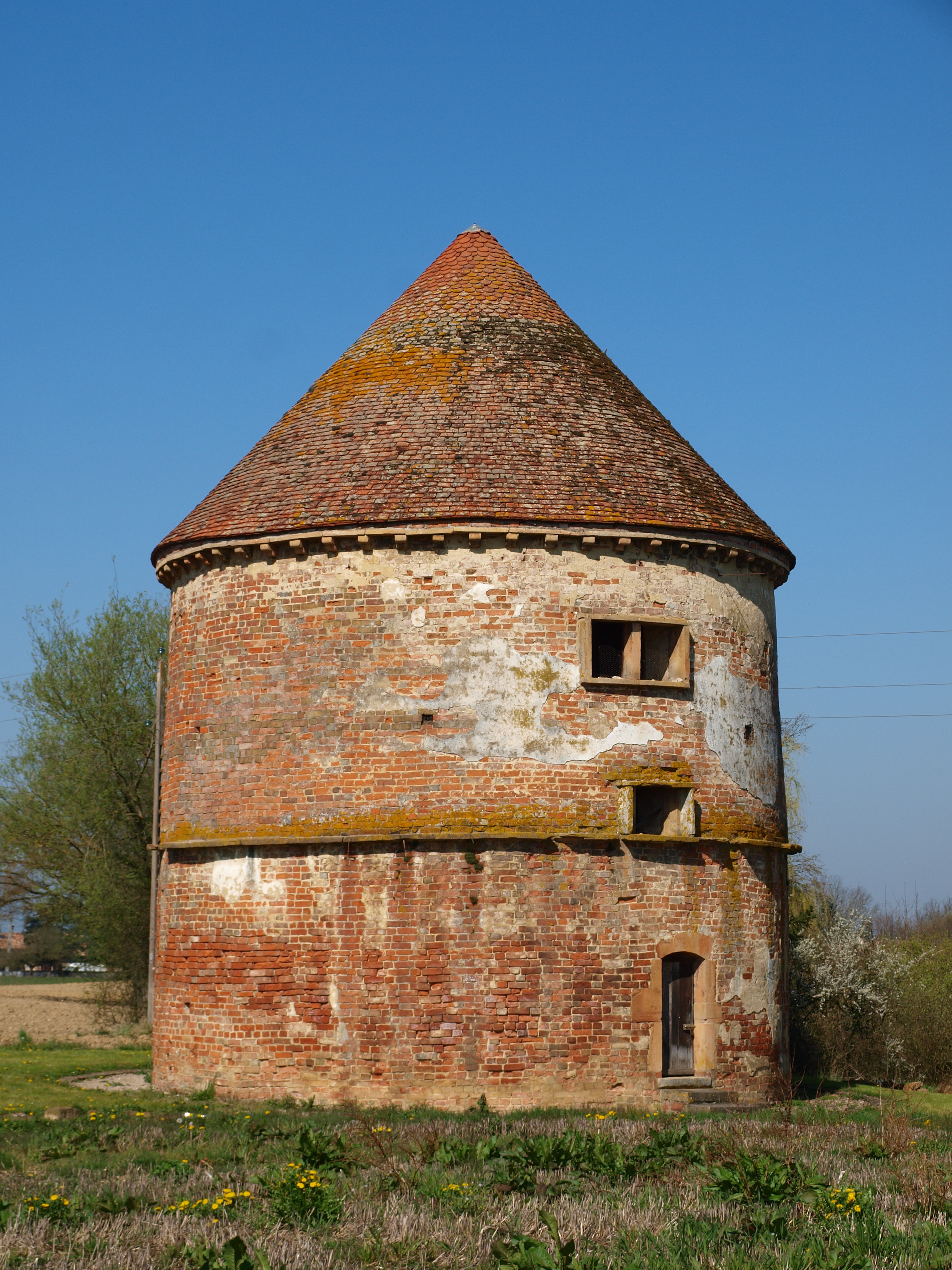
Taubenturm des ehemaligen Schlosses
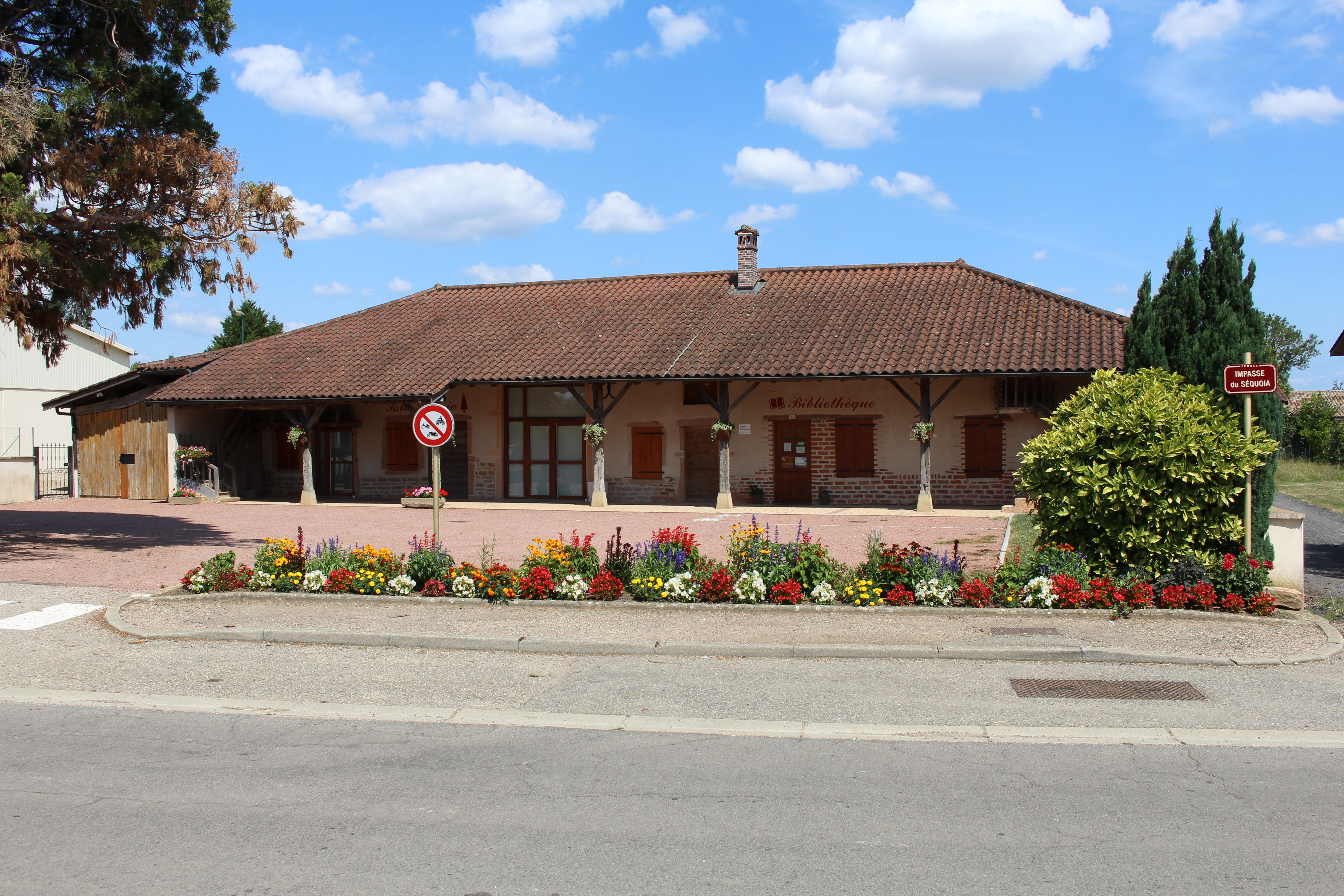
Bibliothek
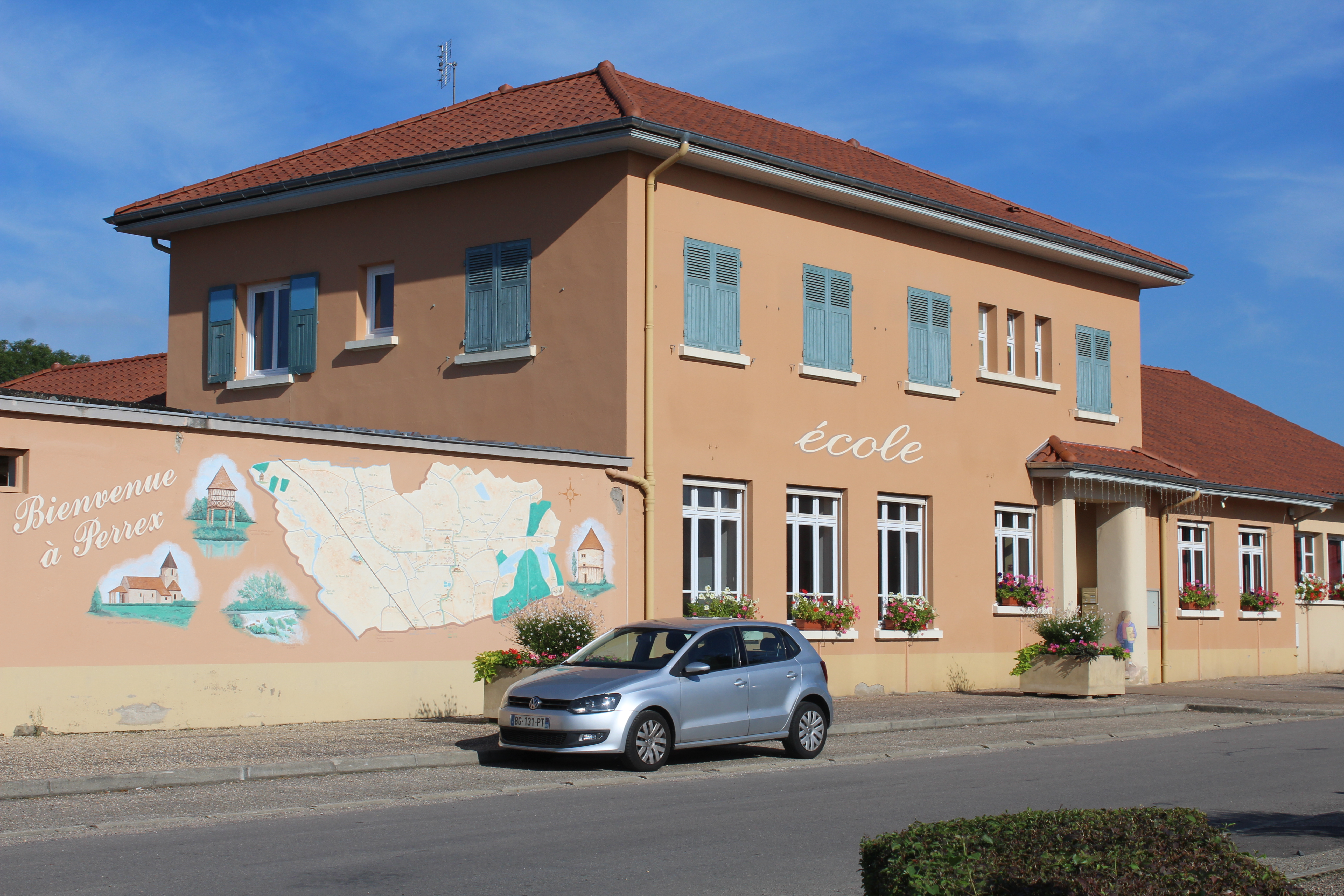
Schule
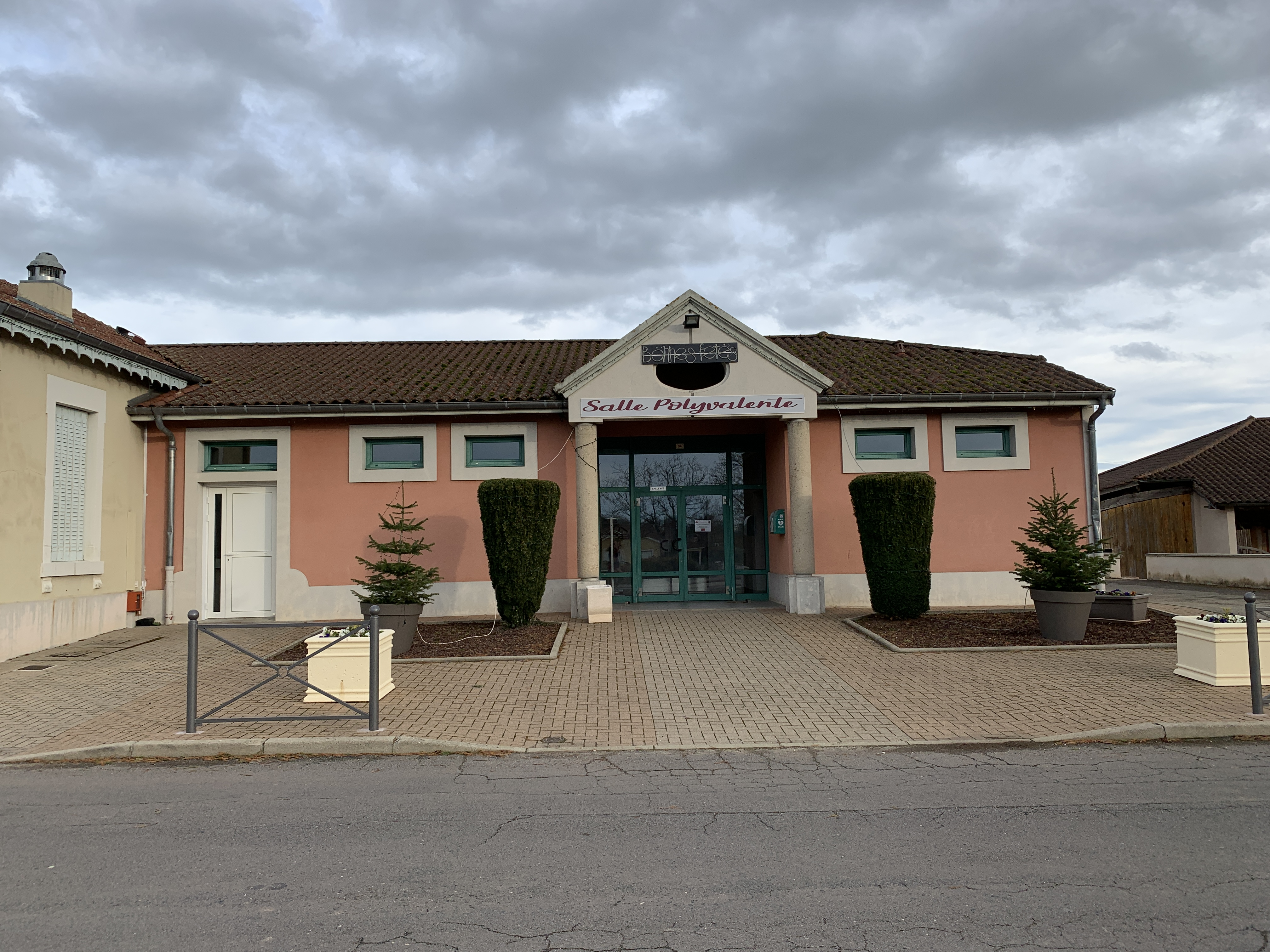
Mehrzweckhalle
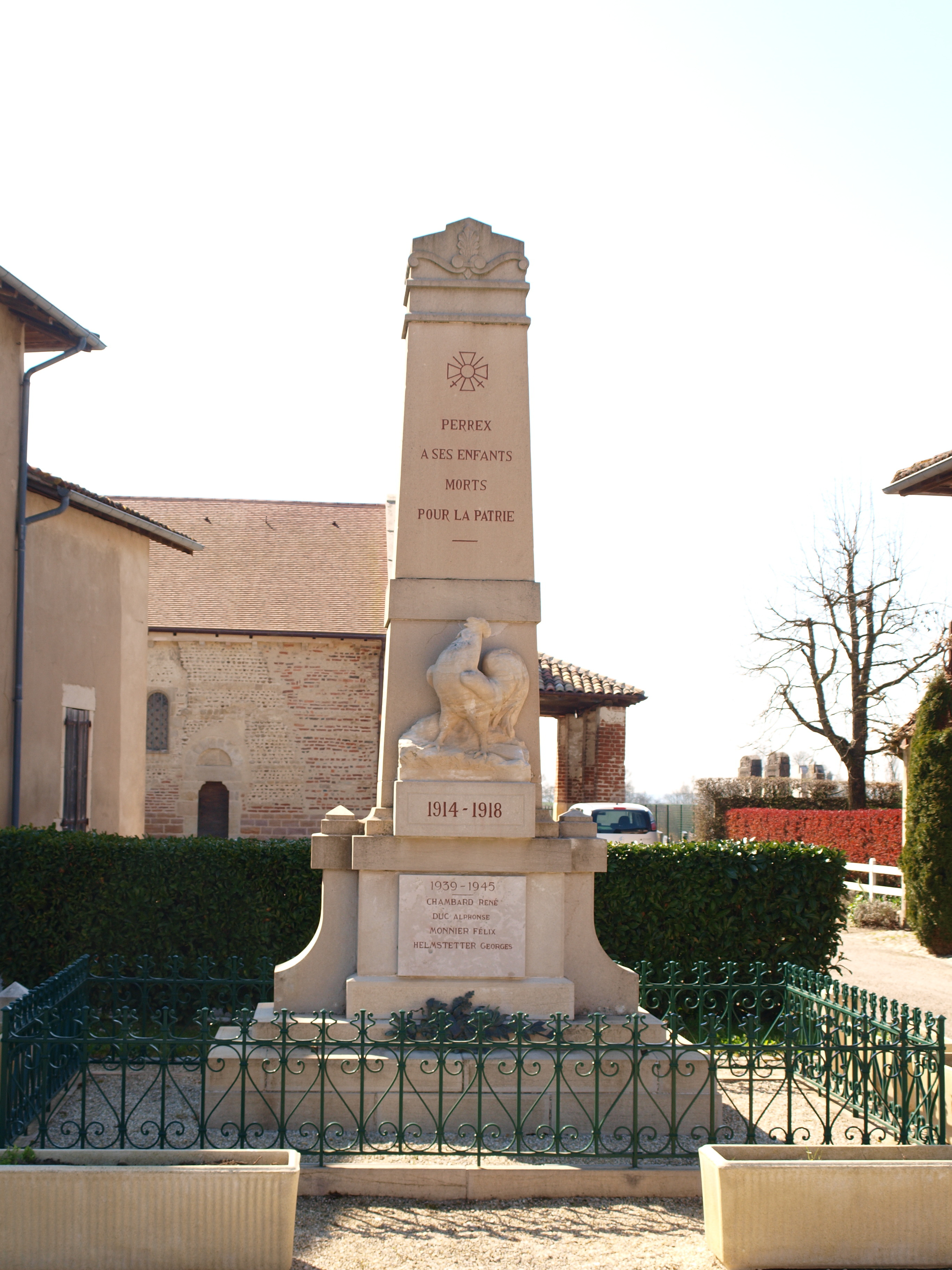
Gefallenendenkmal